# Copa do Rei (Arábia Saudita)
A Copa do Rei, oficialmente conhecido como "Copa do Guardião das Duas Mesquitas Sagradas" (em árabe: كأس خادم الحرمين الشريفين), é a mais importante copa nacional da Arábia Saudita, dirigida pela Federação de Futebol da Arábia Saudita. É jogada nos moldes da Copa do Brasil, FA Cup, Taça de Portugal, US Open Cup, entre outras. 
A taça foi criada em 1957 e foi disputada até 1990. Foi relançada novamente em 2007 como "King Cup of Champions", e foi disputado apenas pelos seis finalistas da Professional League, além dos vencedores da Copa da Coroa do Príncipe e da Federação. Desde 2014, foi renomeado para "King Cup", a competição está intimamente voltando às suas raízes, implementando o formato antigo, 153 clubes participaram do torneio.

## Qualificação
O vencedor da taça terá garantido um lugar na Liga dos Campeões da AFC .

## Campeões
| Edição      | Campeão       | Placar         | Vice          |
| ----------- | ------------- | -------------- | ------------- |
| 1957        | Al-Wehda      | 4–0            | Al-Ittihad    |
| 1958        | Al-Ittihad    | 3–0            | Al Wehda      |
| 1959        | Al-Ittihad    | 2–0            | Al Wehda      |
| 1960        | Al-Ittihad    | 3–0            | Al Wehda      |
| 1961        | Al-Hilal      | 3–2            | Al Wehda      |
| 1962        | Al-Ahli       | 1–0            | Al-Riyadh     |
| 1963        | Al-Ittihad    | 3–0            | Al-Hilal      |
| 1964        | Al-Hilal      | 0–0 5-4 (pen.) | Al-Ittihad    |
| 1965        | Al-Ahli       | 3–1            | Al-Ettifaq    |
| 1966        | Al-Wehda      | 2–0            | Al-Ettifaq    |
| 1967        | Al-Ittihad    | 0–0 5-3 (pen.) | Al-Nassr      |
| 1968        | Al-Ettifaq    | 4–2            | Al-Hilal      |
| 1969        | Al-Ahli       | 1–0            | Al-Shabab     |
| 1970        | Al-Ahli       | 2–0            | Al Wehda      |
| 1971        | Al-Ahli       | 2–0            | Al-Nassr      |
| 1972        | Não disputado | Não disputado  | Não disputado |
| 1973        | Al-Ahli       | 2–1            | Al-Nassr      |
| 1974        | Al-Nassr      | 1–0            | Al-Ahli       |
| 1975        | Não disputado | Não disputado  | Não disputado |
| 1976        | Al-Nassr      | 2–0            | Al-Ahli       |
| 1977        | Al-Ahli       | 3–1            | Al-Hilal      |
| 1978        | Al-Ahli       | 1–0            | Al-Riyadh     |
| 1979        | Al-Ahli       | 4–0            | Al-Ittihad    |
| 1980        | Al-Hilal      | 3–1            | Al-Shabab     |
| 1981        | Al-Nassr      | 3–1            | Al-Hilal      |
| 1982        | Al-Hilal      | 3–1            | Al-Ittihad    |
| 1983        | Al-Ahli       | 1–0            | Al-Ettifaq    |
| 1984        | Al-Hilal      | 4–0            | Al-Ahli       |
| 1985        | Al-Ettifaq    | 1–1 4-3 (pen.) | Al-Hilal      |
| 1986        | Al-Nassr      | 1–0            | Al-Ittihad    |
| 1987        | Al-Nassr      | 1–0            | Al-Hilal      |
| 1988        | Al-Ittihad    | 1–0            | Al-Ettifaq    |
| 1989        | Al-Hilal      | 3–0            | Al-Nassr      |
| 1990        | Al-Nassr      | 2–0            | Al-Taawoun    |
| 1991 a 2007 | Não disputado | Não disputado  | Não disputado |
| 2008        | Al-Shabab     | 1–0            | Al-Ittihad    |
| 2009        | Al-Shabab     | 4–0            | Al-Ittihad    |
| 2010        | Al-Ittihad    | 0–0 5-4 (pen.) | Al-Ahli       |
| 2011        | Al-Ahli       | 0–0 4-2 (pen.) | Al-Shabab     |
| 2012        | Al-Ahli       | 4–1            | Al-Nassr      |
| 2013        | Al-Ittihad    | 4–2            | Al-Shabab     |
| 2014        | Al-Shabab     | 3–0            | Al-Ahli       |
| 2015        | Al-Hilal      | 1–1 7-6 (pen.) | Al-Nassr      |
| 2016        | Al-Ahli       | 2–1            | Al-Nassr      |
| 2017        | Al-Hilal      | 3–2            | Al-Ahli       |
| 2018        | Al-Ittihad    | 3–1            | Al-Faisaly    |
| 2019        | Al-Taawoun    | 2–1            | Al-Ittihad    |
| 2020        | Al-Hilal      | 2-1            | Al-Nassr      |
| 2021        | Al-Faisaly    | 3-2            | Al-Taawoun    |
| 2022        | Al-Fayha      | 1-1 3-1 (Pen.  | Al-hilal      |
| 2023        | Al-Hilal      | 1-1 7-6 (Pen.  | Al-Wehda      |
| 2024        | Al-Hilal      | 1-1 5-4 (Pen.  | Al-Nassr      |
| 2025        | Al-Ittihad    | 3-1            | Al-Qadsiah    |

## Títulos por clube
| Clube      | Títulos | Anos dos títulos                                                             |
| ---------- | ------- | ---------------------------------------------------------------------------- |
| Al-Ahli    | 13      | 1962, 1965, 1969, 1970, 1971, 1973, 1977, 1978, 1979, 1983, 2011, 2012, 2016 |
| Al-Hilal   | 11      | 1961, 1964, 1980, 1982, 1984, 1989, 2015, 2017, 2020, 2023, 2024             |
| Al-Ittihad | 10      | 1958, 1959, 1960, 1963, 1967, 1988, 2010, 2013, 2018, 2025                   |
| Al-Nassr   | 6       | 1974, 1976, 1981, 1986, 1987, 1990                                           |
| Al-Shabab  | 3       | 2008, 2009, 2014                                                             |
| Al-Ettifaq | 2       | 1968, 1985                                                                   |
| Al-Wehda   | 2       | 1957, 1966                                                                   |
| Al-Taawoun | 1       | 2019                                                                         |
| Al-Faisaly | 1       | 2021                                                                         |
| Al-Fayha   | 1       | 2022                                                                         |